# André Amélineau
Pour les articles homonymes, voir Amélineau.
André Amélineau (né à Avon le 4 mai 1910 et mort à Mende le 15 octobre 1980) est un spéléologue français qui contribua notablement à la spéléologie française et marocaine.

## Activités spéléologiques
De 1946 à 1956, André Amélineau a exploré des cavernes au Maroc.
Revenu en France, il participa à des explorations dans l'Aveyron, l'Hérault, la Lozère.
Il fonda le spéléo-club de Meyrueis, devenu par la suite une section active du Spéléo-club des Causses.

## Postérité
Son nom a été donné à la grotte Amélineau (Hures-la-Parade, Lozère), remarquable pour ses exceptionnelles fistuleuses, qui fut découverte en 1980 une semaine après sa mort.